# Quintín Bandera
José Quintino Bandera Betancourt, conocido históricamente como Quintín Bandera (30 de octubre de 1834 - 22 de agosto de 1906), fue un general cubano que combatió en las tres Guerras de Independencia.

## Orígenes y guerra de los Diez Años
El general Quintín Bandera nació en Santiago de Cuba, el 30 de octubre de 1834. Era afrodescendiente, de entera sangre negra. Tenía un temperamento difícil y poca cultura. Desde 1850 se entregó abiertamente a la causa de la libertad de Cuba, participando en varias conspiraciones. Iniciada la guerra independentista, se unió a las fuerzas del general Donato Mármol en Palma Soriano, el 1 de enero de 1869. 
Fue ascendiendo progresivamente de soldado a teniente coronel en la guerra de los Diez Años. Participó en la Protesta de Baraguá junto a los hermanos Maceo, Guillermón Moncada, Flor Crombet y otros importantes oficiales cubanos. Como consecuencia de este acto, fue ascendido a coronel. Después de esto, participó en algunas acciones combativas. Por último, recibió la orden de custodiar al gobierno provisional de Manuel de Jesús Calvar hasta su disolución, el 21 de mayo de 1878, en Loma Pelada. Capituló cuatro días después en el poblado de San Luis.

## Guerra Chiquita y período entreguerras
Fue protagonista, junto con Guillermón Moncada y José Maceo, de los sucesos del 26 de agosto de 1879 en las calles de Santiago de Cuba, los cuales dieron inicio a la Guerra Chiquita. En esta etapa sus principales acciones fueron las de Guisa, Auras, Manzanillo, Bueycito y Yabazón.
Concluida esta contienda partió para Jamaica en unión de Guillermón y José Maceo, el 4 de junio de 1880. Violando las garantías ofrecidas por el régimen español, uno de sus cañoneros detuvo el vapor en que viajaban, ya en alta mar, y fueron conducidos a Puerto Rico. Luego los remitieron a España. Después de tres meses en la prisión de Cádiz, Quintín fue enviado al castillo de Mahón, en las Islas Baleares, junto con otros patriotas. Lo indultaron en 1886. En 1890 participó en la fallida conspiración conocida como la Paz del Manganeso.

## Guerra Necesaria y postguerra
En 1895, después de haber estado preso en España debido a su participación en la Guerra Chiquita (1879-1880), fue uno de los primeros en alzarse el 24 de febrero. En esta guerra alcanzó el grado de general de división. fue designado por el general Antonio Maceo Jefe de la Infantería de la Columna Invasora, durante los combates en Matanzas la Infantería buscó refugio en la Ciénega de Zapata, en varias ocasiones desobedeció la orden del Mayor General Lugarteniente General del Ejército Libertador, Antonio Maceo, de marchar con la Infantería hacia La Habana, por esa razón fue sometido a un Consejo De Guerra, presidido por el general en jefe del Ejército Libertador, donde fue degradado a soldado raso. Por esa razón la retribución recibida al concluir la Guerra fue la correspondiente a soldado ni nombrado a ningún puesto en el gobierno de la nueva República, por lo que sólo desempeñó un simple trabajo de operario en una industria local y llegando a trabajar como barrendero. 

## Alzamiento, muerte y legado

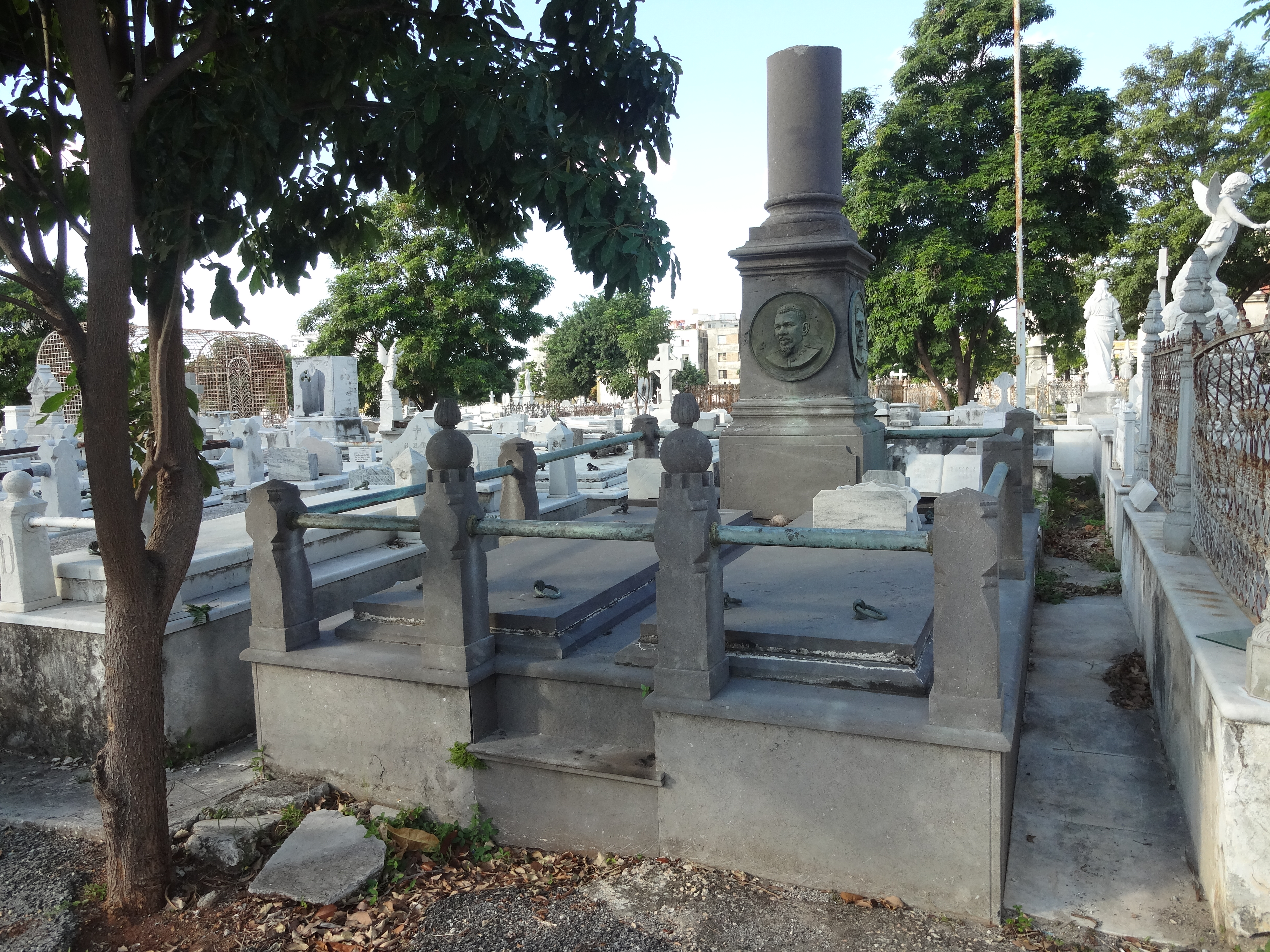
Tumba del General Bandera en la Necrópolis de Colón.

Cuando ocurrió la reelección de Tomás Estrada Palma, fue uno de los primeros que se dispusieron a tomar de nuevo las armas en oposición a sus propósitos. La oposición liberal, para hacer valer su inconformidad, tomó las armas e inició la llamada Guerrita de Agosto. 
El general Quintín Banderas fue cruelmente macheteado y baleado por fuerzas de la guardia rural en la finca "El Garro", cerca de Arroyo Arenas, el 22 de agosto de 1906.
El presidente Estrada Palma ordenó que se le enterrara en una fosa común sin ninguna marca indicando su enterramiento, pero gracias a la acción de un sacerdote local, su familia pudo recuperar el cadáver y darle digna sepultura. Sus restos descansan actualmente en un sencillo panteón de mármol negro en el Cementerio de Colón, en La Habana. 

## Reconocimientos
- Actualmente, un humilde monumento rinde homenaje al general Bandera en el parque que lleva su nombre (pero más conocido por "Parque Trillo") en la barriada de Cayo Hueso; en el habanero municipio de Centro Habana.[5]
- Igualmente, posee una estatua en la avenida de Los Libertadores, en Santiago de Cuba.
- Recientemente (2023), se remodelo la casa donde vivió hasta su muerte y se instaló una placa con la inscripción :

```
«1833-1906 En esta casa de la calle Esperanza 106, marcada antes con el n°32 vivió hasta su muerte, El Mayor General Quintín Banderas, que dio a Cuba su valiente concurso personal, en la cuatro guerras libertadoras, y alcanzó en mal tiempo la inextinguible gratitud de su pueblo. La ciudad de La Habana, en homenaje a su memoria le ofrenda esta tarja, recogiendo la iniciativa del cuerpo de defensa social colateral del "Comité de Lucha mal tiempo" al cumplirse aniversario del magno acontecimiento. Acuerdo del Ayuntamiento N° 48 de 21 de noviembre de 1955»
```

, se ubica en la calle Esperanza, en La Habana Vieja.